# Allumiere
Allumiere és un municipi italià, situat a la regió del Laci i a la Ciutat metropolitana de Roma Capital. L'any 2001 tenia 4.275 habitants. El poble es va desenvolupar a l'entorn de mines d'alum descobertes el 1462. Són aquestes mines que van donar-li el nom. El papa Lleó X les va donar en concessió a Agostino Chigi, senyor de la Tolfa.